# Autobiografia de Charles Darwin
L'Autobiografia de Charles Darwin és una obra autobiogràfica del naturalista anglès Charles Darwin. Darwin va escriure el text per a la seva família i el va titular Recol·leccions del desenvolupament de la meva ment i caràcter. Segons l'autor, el va escriure entre maig i agost de 1876, tot i que durant els sis anys finals de la seva vida va afegir 67 pàgines a les 121 inicials.
El text va ser publicat el 1887 (cinc anys després de la mort de Darwin) per John Murray com a part de "Vida i cartes de Charles Darwin, incloent-hi un capítol autobiogràfic". El text inclòs en aquesta edició va ser preparat pel fill Francis Darwin, qui va eliminar diversos passatges relacionats amb les opinions crítiques de Darwin sobre alguns col·legues coetanis, les reaccions públiques a l'aparició de L'origen de les espècies i, sobretot, el que pensava Darwin sobre Déu i el cristianisme.
Els passatges eliminats pel fill foren incorporats més tard per la neta de Darwin Nora Barlow en una edició de 1958 que commemorava el centenari de la publicació de L'origen de les espècies. Aquesta edició va ser publicada a Londres per Collins amb el títol d'Autobiografia de Charles Darwin 1809-1882. Amb les omissions originals restaurades. Editat amb apèndix i notes per la seva neta Nora Barlow i reeditada el 1993.
La versió original de l'autobiografia (1887) és de domini públic, ja que els drets han caducat, però la darrera versió (1958) encara és protegida. Totes dues versions es troben disponibles en línia a Darwin Online. La versió de Nora Barlow fou traduïda al català el 2009 per Jaume Terradas i publicada per la Revista Mètode dins de la seva col·lecció de Monografies, amb motiu del bicentenari del naixement de Charles Darwin.